# Pocket PC 2000
A Pocket PC 2000 (Pocket PC néven népszerűsítve) a Microsoft Windows Mobile termékcsaládjának első tagja. A Windows CE 3.0-n alapuló rendszer 2000. április 19-én jelent meg. Elsősorban a Pocket PC (PPC) eszközökre szánták, de egyes mobiltelefonokon is megtalálható. A felhasználói felülete a Windows 9x és a Windows 2000 elemeire hasonlít.
Támogatása 2007. szeptember 10-én szűnt meg.

## Története
Az 1993-ban megjelent Windows for Pen Computing a kézírás-felismerés hiányai miatt nem lett sikeres; később WinPad néven egy vezeték nélküli hálózatokra és szinkronizációs szolgáltatásokra támaszkodó eszközt terveztek, azonban végül Microsoft at Work néven operációs rendszert akartak kiadni. A késések és a magas költségek miatt a projektet félbehagyták; később a személyhívókon és beltéri egységeken használható operációs rendszert terveztek, de a fejlesztés 1995-ben megszakadt.
A félbeszakított projektek fejlesztői később egy új projekten kezdtek dolgozni; a hordozható gépekre szánt rendszer alapjául a Windows NT-t szánták, de annak bonyolultsága miatt a Windows CE mellett döntöttek. A rendszermag először a Handheld PC-n jelent meg, de később a Pocket PC-n is hasznosították. Az eszközöket főként az alacsony üzemidő és teljesítmény, valamint a grafikus felületük miatt érte kritika. A Microsoft a PDA-piac 10%-át uralta, a Palm, Inc. viszont több mint a felét.
A Rapier kódnevű PDA-t átgondolt felülettel és új specifikációkkal adták ki. A 2000. április 19-én megjelent Pocket PC-n a Windows CE 3.0 futott; a japán verziót július 13-án adták ki. A későbbi változatoktól való megkülönböztethetőség miatt a rendszerre később Pocket PC 2000-ként hivatkoztak.
Általános támogatása 2005-ben, kiterjesztett támogatása pedig 2007-ben szűnt meg.

## Funkciói
A felhasználói felület a Windows minél több elemét megtartva a Palm OS-re emlékeztet. A kezdőképernyőn a naptár, az e-mailek, valamint a tulajdonos adatai jelennek meg, a felső sávban pedig a Start menü és az óra található. Az alsó sávról a programok indíthatók. Az operációs rendszeren belüli navigáció az érintőképernyővel és a fizikai gombokkal lehetséges. Az érintőceruza nyomva tartása a jobb egérgombbal való kattintásnak felel meg.
A Start menüben az utoljára elindított hat alkalmazás és a kitűzött programok, a beállítások, a kereső és az online súgó jelenik meg. A fájlrendszer gyökérkönyvtára a „My Device”. A szövegbevitel optikai karakterfelismeréssel, kézírással vagy a képernyő-billentyűzeten lehetséges.
A Pocket PC 2000 tartalmazza a Microsoft Word és Microsoft Excel PDA-ra szánt verzióit, valamint az Internet Explorer 3.1-en alapuló webböngészőt; utóbbi a JScriptet, a VBScriptet és számos HTML-taget sem támogat. A böngésző csak a 40 bites titkosítást ismeri; egy későbbi frissítéssel lehetséges a 128 bites verzió használata.
A Pocket PC-eszközök hardveres képességei lehetőséget nyújtanak a médiafájlok lejátszására és a Windows CE-re fejlesztett játékok futtatására. A Media Player a WMA és MP3 lejátszását támogatja. A hangrögzítő WMV-állományokat rögzít és ezeket vissza is tudja játszani. A Windows CE-játékok többsége ingyenesen letölthető; kereskedelmi forgalomba csak néhány programot hoztak. Minden PPC-gépen megtalálható a Microsoft Solitaire (Pasziánsz); a többi játék számítógépen keresztül telepíthető.

## Hardver
Minden PPC eszköz rendelkezik az IrDA szabványainak megfelelő, 115,2 kbps sebességű infravörös porttal, valamint a számítógépes szinkronizációra szolgáló USB-csatlakozóval.
A MIPS, SH-3 vagy StrongARM architektúrájú, 131 és 206 MHz közötti sebességű processzorral szerelt gépek többségében 32 MB RAM található, egy részük pedig memóriakártyát (például CompactFlash) is tud fogadni.

## Fogadtatása
A CNET a Pocket PC 2000 és a Palm OS összehasonlításakor utóbbit részesítette előnyben annak egyszerű felülete, stabilitása és alacsony ára miatt. A Pocket PC-nél pozitívan értékelték a szinkronizáció lehetőségét, azonban kritizálták a karakterfelismerés következetlenségét. Szerintük a Pocket PC azoknak megfelelő, akik kedvelik a Windowst, és nem árérzékenyek. Az InfoWorld szerint a platform megfelelő az alkalmazásfejlesztéshez (főleg a C++ nyelvhez), de kritizálta a JScript- és VBScript-támogatás hiányát, valamint az USB-n keresztüli bővíthetőség hiányát. A lap szerint az eszközök ár-érték arányban a laptopok alternatívái lehetnek.
A megjelenést követő tíz hónapban egymillió PPC-eszközt értékesítettek; a szám 2001 májusára elérte az 1,25 milliót. Az NPD Intelect adatai alapján a 350 dollárt meghaladó eladások 26%-át PPC-eszközök tették ki, azonban az összes gép tekintetében ez csak tíz százalék volt, a többi eszköz a Palm OS-t futtatta. Augusztusra kétmillió eszközt értékesítettek. A legkelendőbb gép a Compaq iPAQ modellje volt.
Utódja, a Pocket PC 2002 2001 októberében jelent meg.

## Fordítás
- Ez a szócikk részben vagy egészben  a   Pocket PC 2000 című angol Wikipédia-szócikk ezen változatának fordításán alapul.  Az eredeti cikk szerkesztőit annak laptörténete sorolja fel. Ez a jelzés csupán a megfogalmazás eredetét és a szerzői jogokat jelzi, nem szolgál a cikkben szereplő információk forrásmegjelöléseként.